# Francisco Cabrera (beisbolista)
Francisco Cabrera Paulino (nacido el 10 de octubre de 1966 en Santo Domingo) es un ex  primera base y receptor dominicano que jugó en las Grandes Ligas de Béisbol durante cinco temporadas con dos equipos, Azulejos de Toronto y Bravos de Atlanta entre 1989 y 1993. También jugó en Japón con los Orix BlueWaveen en 1994.
Cabrera comenzó su carrera con los Azulejos, jugando tres partidos con ellos antes de ser cambiado a los Bravos por Jim Acker en la mitad de la temporada de 1989. Cabrera se desempeñó como reserva la mayor parte de su carrera y tuvo su mejor temporada en 1990 en el que jugó sesenta y tres juegos y tuvo 137 turnos al bate, consiguiendo 38 hits, con siete jonrones.

## Highlights

### 21 de agosto de 1991
Cabrera es reconocido por conectar el jonrón que marcó el momento crucial en la historia de los Bravos de Atlanta. El miércoles 21 de agosto de 1991, los Bravos jugaban contra los Rojos y entraron en el noveno episodio 9-6. El relevista de los Rojos Rob Dibble estaba en el montículo con dos outs. Cabrera había comenzado el juego para darle un descanso al receptor titular de los Bravos Greg Olson. Con dos outs, David Justice de los Bravos dio un doble, y Brian Hunter tomo bases por bolas para traer a Cabrera al plato con la posible carrera del empate. Cabrera respondió con un jonrón de tres carreras ante Dibble para empatar un partido que los Bravos posteriormente ganaron en 13 entradas. El  juego los mantuvo 2.5 juegos detrás de los Dodgers en una competencia que finalmente ganaron por un juego. Los Bravos ganaron 29-12 con el jonrón de Cabrera y eventualmente llegaron a la Serie Mundial, pero perdieron ante los Mellizos en el Juego 7.

### Serie de Campeonato de la Liga Nacional de 1992
Cabrera es principalmente conocido por haber dado el batazo de la victoria en el séptimo juego con dos outs al lanzador de los Piratas Stan Belinda en la 9ª entrada y que le dio el Campeonato de la Liga Nacional a los Bravos poniéndolos en la Serie Mundial. Cabrera como bateador emergente conectó un batazo de línea por el campocorto Jay Bell que llegó hasta el jardín izquierdo anotando David Justice y Sid Bream, quienes llegaron primero que el tiro del jardinero izquiero Barry Bonds para ganar el  banderín del campeonato. Sorprendentemente, antes de este hit emergente, Cabrera sólo había bateado diez veces durante la temporada de 1992.